# Bolechów (miasto)

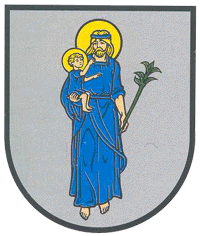
Herb Bolechowa w XVII wieku

Bolechów (ukr. Болехів, Bołechiw) – miasto na Ukrainie, w obwodzie iwanofrankiwskim. 10 259 mieszkańców (2024), dla porównania spis powszechny w 2001 zanotował ich 10 590.
Znajduje tu się stacja kolejowa Bolechów, położona na linii dawnej Galicyjskiej Kolei Transwersalnej (odcinek Stryj – Iwano-Frankiwsk).
Do 1945 w Polsce, w województwie stanisławowskim, w powiecie dolińskim, siedziba gminy Bolechów.

## Historia
Osada pierwszy raz wymieniona w kronikach w 1371 roku jako Bolechów (Olechów) Wołoski. Wieś prawa wołoskiego Bolechów Wołoski w drugiej połowie XV wieku.
W 1588 r. po napadach Tatarów i Turków król Zygmunt III Waza sprowadził tu z Mazowsza 400 żołnierzy pod wodzą Mikołaja Giedzińskiego, któremu zlecił budowę zamku. W 1603 r. Bolechów otrzymał od króla prawa magdeburskie i tytuł „Wolne miasto królewskie”. W 1609 r. erygowano parafię rzymskokatolicką i wzniesiono drewniany kościół pw. Wniebowzięcia Najświętszej Marii Panny. Pochowano w nim budowniczego zamku, co upamiętnia zachowana do dziś tablica epitafijna z napisem: Tu leży z dziatkami swemi Mikołaj z Gielni Giedziński z płockiego województwa..., miasteczka, zamku i bani fundator, w wieku 73 lat ducha dał Bogu 27 lipca roku pańskiego 1627. W latach 1730–1738 ówczesny właściciel miasta, Stanisław Poniatowski zbudował na jego miejscu kościół murowany. Wzniesiono też dwie cerkwie. W 1743 r. huculski rozbójnik Aleksy Dobosz dokonał napadu na miasto. W 1759 podobnego napadu dokonał inny watażka, Iwan Bojczuk, którego bandę wkrótce rozbiły polskie oddziały pod wodzą Tadeusza Dzieduszyckiego.
Do roku 1772 w województwie ruskim w Polsce (ziemia lwowska), po I rozbiorze (1772) w zaborze austriackim, miasto w powiecie dolińskim w kraju koronnym Galicja (od 1866 roku Austro-Węgry). W roku 1890 liczyło ok. 4400 mieszkańców, w tym ponad połowę stanowiła społeczność żydowska (2714 osób).
Pod koniec XIX w. przysiółek wsi nosił nazwę Folwarki.
Od 1 listopada 1918 do maja 1919 roku pod administracją Zachodnioukraińskiej Republiki Ludowej, w maju 1919 roku zajęte przez Wojsko Polskie. Od maja 1919 roku do 14 marca 1923 roku pod administracją tymczasową Polski, zatwierdzoną przez paryską konferencję pokojową 25 czerwca 1919 roku. Suwerenność Polski na terytorium Galicji Wschodniej Rada Ambasadorów uznała 15 marca 1923 roku. Od grudnia 1920 roku w składzie nowo utworzonego województwa stanisławowskiego.
15 maja 1929, rozporządzeniem Rady Ministrów z dnia 26 kwietnia 1929 do Bolechowa włączono gminy wiejskie Bolechów Ruski, Babilon Nowy, Dołżka, Salomonowa Górka i Wołoska Wieś
W 1937 roku liczyło 11300 mieszkańców. W Bolechowie znajdował się sąd, poczta, szkoły, urzędy władzy oraz muzeum regionalne, przemysł reprezentowało kilka niewielkich fabryk (zakłady warzelnicze, olejarnia i trzy zakłady garbarskie). Działała też Państwowa Szkoła dla Leśniczych, która była kontynuacją Niższej Cesarsko-Królewskiej Szkoły Lasowe, założonej w 1883.
We wrześniu 1939 roku zajęty przez wojska sowieckie. Podczas ataku III Rzeszy na ZSRR zajęty 3 lipca 1941 roku przez wojska węgierskie i słowackie; od sierpnia 1941 roku pod niemiecką administracją okupacyjną. 4 lipca 1941 roku miejscowi Żydzi zostali poddani pogromowi, polegającemu na biciu i grabieżach. Według Kaia Struvego dochodziło także do zabójstw.
W dniach 28–29 października 1941 roku na uroczysku Berezino Niemcy rozstrzelali 750 Żydów, a dla pozostałych utworzyli w Bolechowie getto. Getto zostało zlikwidowane w rezultacie trzech kolejnych masowych egzekucji oraz wywózki do obozu zagłady w Bełżcu do 25 sierpnia 1943 roku. W sumie podczas okupacji niemieckiej na miejscu zabito 3800 Żydów, a do Bełżca wywieziono 450.
W latach 1941–1947 nacjonaliści ukraińscy z OUN i UPA zamordowali 25 Polaków.
6 sierpnia 1944 roku miasto zostało zajęte przez Armię Czerwoną. Polacy zostali wysiedleni z Bolechowa pod koniec 1945 roku w ramach tzw. repatriacji.
W latach 90. wierni odzyskali kościół w Bolechowie. Jego remont przeprowadził ks. Krzysztof Panasowiec, który w 2000 r. przy parafii założył Sobotnio-Niedzielna Szkoła Języka Polskiego.

## Zabytki
- zamek[18]

## Ludzie związani z miastem
- Jan Batkowski (1931-2012) – historyk sztuki i architektury, autor książki o Bolechowie
- Władysław Klimczak (1878-1929) – architekt, profesor Politechniki Lwowskiej;
- Natalia Kobryńska (1855-1920) – poetka i powieściopisarka, działaczka na rzecz emancypacji ukraińskich kobiet;
- Jan Kanty Krupiński – notariusz, burmistrz miasta, honorowy obywatel Bolechowa z 1904[19];
- Marcella Sembrich-Kochańska (1858–1935) – artystka operowa, profesor muzyki i śpiewu;
- ks. Krzysztof Panasowiec – pierwszy proboszcz, od chwili przekazania kościoła społeczności katolickiej w Bolechowie;
- Juliusz Petry (1890-1961) – dziennikarz, literat, pierwszy dyrektor rozgłośni radiowych we Lwowie i Wilnie, a po wojnie we Wrocławiu;
- Roman Skworyj (zm. 1996) – etnograf i historyk, autor książek, założyciel Muzeum w Bolechowie;
- Juliusz Voelpel (ur. 1886) – kapitan Wojska Polskiego, odznaczony Krzyżem Walecznych (dwukrotnie), samorządowiec, burmistrz Bolechowa od 1933[20]

W Bolechowie urodzili się:
- Kazimiera Alberti – polska poetka, powieściopisarka, tłumaczka, działaczka kulturalna;
- Juliusz Holzmüller – polski malarz, tworzył pejzaże, widoki miast, do historii przeszedł jako malarz koni;
- Kazimierz Kochański (1813-1873) – organista, ojciec Marcelli Sembrich-Kochańskiej;
- Krystyna Multarzyńska (1932-1981) – malarka, autorka dekoracji filmowych;
- Marceli Najder – polski farmaceuta i działacz społeczny, poseł na Sejm,
- Leon Ormezowski, polski malarz, nauczyciel akademicki
- Zbigniew Sawicz – polski artysta fotograf,
- Ignacy Schindler (1869-1910) – aptekarz i burmistrz;
- Kopel Schwarz – działacz syjonistyczny, poseł na Sejm II RP I kadencji.
- Genowefa Telega – działaczka polonijna i parafialna, fundatorka krzyża na wieży kościelnej.

## Pobliskie miejscowości
- Dolina
- Kałusz
- Morszyn
- Stryj